# Veitongo FC
El Veitongo Football Club es un club de fútbol de Tonga que compite en la Primera División de Tonga, competición que ganó en 2015 y 2016.
El equipo tiene una selección femenina, la cual juega en la TFA Women's League, y una sección sub-14, cuya última aparición registrada en un campeonato fue en 2012.

## Palmarés
- - Tonga Major League (6): 1978, 2015, 2016, 2017, 2019, 2021.
  - TFA Men's 1st Division (1): 2011[3]
  - Liga Femenina de Fútbol de Tonga (1): 2011[3]
  - Copa de Liga Femenina de Tongatapu (1): 2016.[4]

## Participación en competiciones de la OFC
| Temporada | Torneo               | Ronda      | Club              | Resultado |
| --------- | -------------------- | ---------- | ----------------- | --------- |
| 2016      | OFC Champions League | Preliminar | Tupapa Maraerenga | 0-7       |
| 2016      | OFC Champions League | Preliminar | Utulei Youth      | 2-3       |
| 2016      | OFC Champions League | Preliminar | Kiwi              | 1-7       |
| 2017      | OFC Champions League | Preliminar | Puaikura          | 0-4       |
| 2017      | OFC Champions League | Preliminar | Utulei Youth      | 3-1       |
| 2017      | OFC Champions League | Preliminar | Lupe ole Soaga    | 1-1       |